# Freixurera
La freixurera (Pulmonaria officinalis) és una planta de la familia Boraginàcies.

## Etimologia
Aquesta planta es coneix vulgarment amb els noms de freixurera, herba freixurera i herba de la freixura. Aquests noms, i també el nom genèric "Pulmonaria", li provenen de l'aparença de les seves fulles, que tenen unes taques blanquinoses a la cara superior que recorden a la freixura o pulmons.
El nom de fulles de la mare de Déu o llet de Maria prové del fet que hom deia que les taques blanques eren les marques de la llet de la mare de Déu i que les propietats medicinals de la planta eren el resultat de la seva misericòrdia.

## Distribució i hàbitat
La Pulmonaria officinalis, té una distribució pel centre i occident d'Europa. A Espanya i Catalunya, es troba a les zones humides, fins a les valls dels Pirineus.
Viu en ambients humits, com barrancs, prats o boscos nemorals. Creix amb preferència sobre terrenys calcaris.

## Descripció

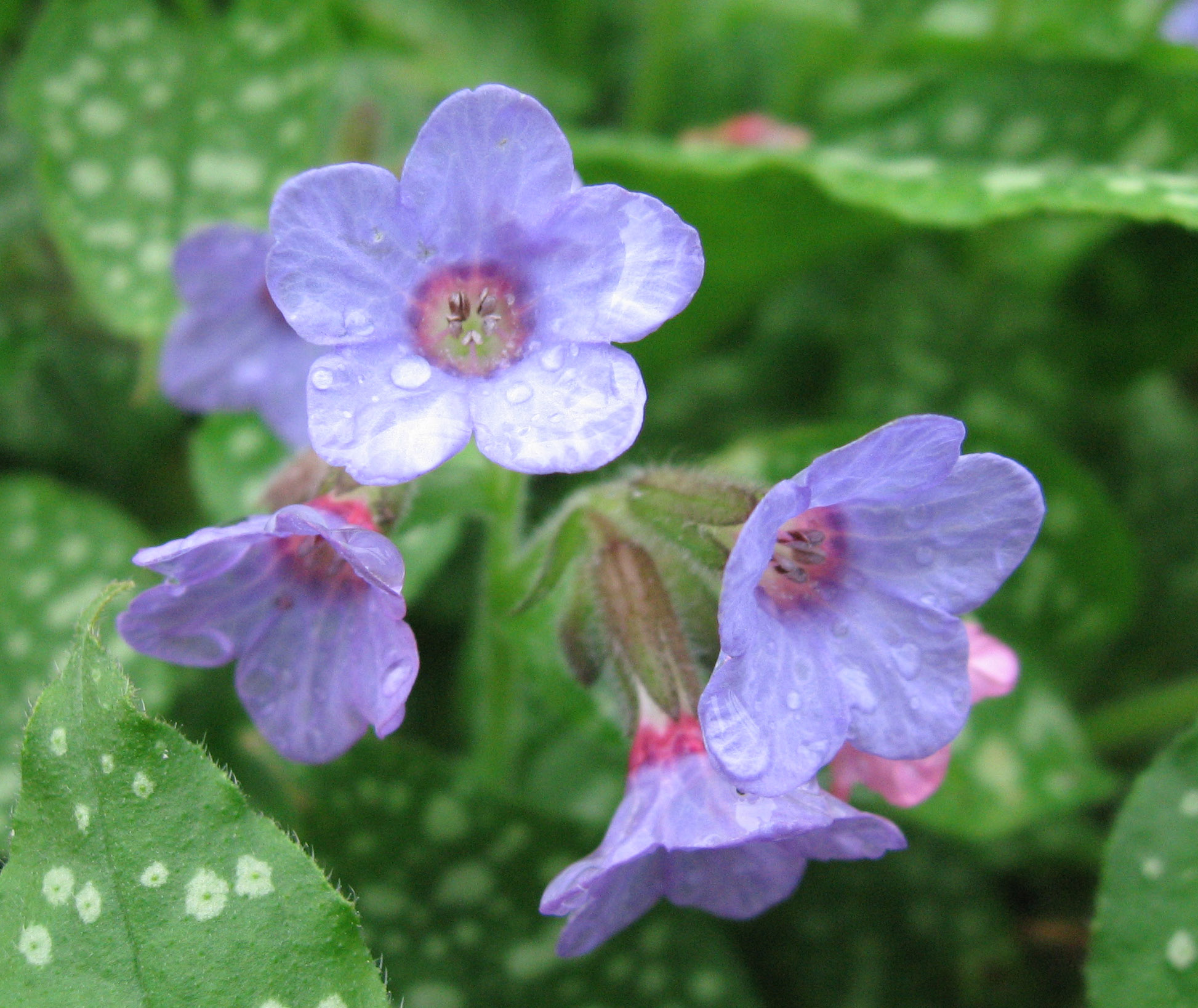
Pulmonaria officinalis detall de les flors

És una planta herbàcia, perenne, que a la primavera arriba a formar unes tiges de 10 a 30 centímetres d'alçada.
A l'extrem de cada tija creixen les flors, de color rosat, i en els mesos de març i maig té lloc la floració i és quan aquestes flors canvien de color i es tornen blavoses en obrir-se.
Òrgans vegetatius:
- Morfologia de la rel: axonomorfa.
- Morfologia de la tija: herbàcia, de color verd clar, tendre, recoberta de pèls glandulars, simpòdica.

- Morfologia de les fulles: alternes, lanceolades, peludes, de tacte aspre, la forma de l'àpex és aguda i la base atenuada. Té una nervadura pennada i la inserció a la tija es peciolada.

Òrgans reproductius:
- Repartició de sexes: hermafrodita.
- Inflorescència: cimosa.
- Morfologia de les peces florals: agrupades en inflorescències de color rosat o blavoses. Corol·la amb tub, més llarg que el calze, 5 pètals curts i amb 5 petites tires de pels curts alternats amb els estams. El calze té sèpals la meitat de llargs que el tub.
- Androceu: amb estams isòmers i alternant amb els lòbuls de la corol·la, inserits en el tub.
- Gineceu: tetracarpelar, lliures.
- Fruit: nou de 3,5 - 4,0 mm, de color negre.

## Ús com a planta medicinal
Principalment afeccions de les vies respiratòries, com la tos, bronquitis, faringitis, tuberculosis pulmonar, gingivitis, afonia,...
També s'utilitza com a desinfectant, antisèptic en vies urinaries (cistitis, uretritis), per alteracions digestives (gastroenteritis, diarrees), per a reumatismes, fractures d'ossos i per a ferides com a cicatritzant i antiinflamatori.

### Principis Actius
De la pulmonària, es poden utilitzar totes les seves parts, ja que la droga es troba a les fulles, tija i flors.
En la seva composició, cal destacar, la presència de mucílags i alantoína, que li atorgen reconegudes propietats medicinals.
També conté tanins (10% aprox.), que li confereixen una lleugera acció astringent.
A part, també s'hi pot trobar:
- Saponines
- Sals minerals: silici,...
- Flavonoids: quercetol i kenferol
- Altres substàncies: vitamina C, alcaloides pirrolisidinics,...

### Accions farmacològiques
En posseir diversos principis actius, té diverses aplicacions.
Per a ús extern, gràcies al seu contingut en mucílags, s'utilitza com a emolient i cicatritzant per a protegir les mucoses dels conductes respiratoris.
A més, també posseeix activitat expectorant gràcies a les saponines i així facilita expulsar l'acumulació de la mucositat en les vies respiratòries.
Es considera una planta remineralitzant, ja que conté una gran quantitat de sals minerals, sobretot de silici (àcid silicílic), que afavoreix la cicatrització de les lesions en ossos, augmenta la resistència i també augmenta l'activitat leucocitària enfront de les infeccions.
Altres substàncies fa que li siguin reconegudes accions antiinflamatòries, diurètiques, sudorífiques, antigonadotròpiques i astringents.

### Toxicitat
Presenta una toxicitat, i no es recomana fer-ne ús durant molt temps seguit degut al seu contingut en alcaloides pirrolisidinics hepatotòxics.
També està contraindicat durant l'embaràs i la lactancia, encara que no se sap si els seus components són excretats en quantitats significatives per la llet materna, i si fos així, si pogués afectar el nadó.